# Euroliga de hockey hierba 2015–16
La Euroliga de hockey hierba 2015–16 (en inglés: Euro Hockey League, EHL) es la novena edición de esta competición.

## Sistema de competición
Toman parte en el torneo 24 clubes de acuerdo al ranking EHL. La mitad disputan la fase previa de grupos; los otros 12 acceden directamente a la fase final.
Los 12 equipos participantes en la fase previa de la competición se reparten en cuatro grupos de tres equipos, enfrentándose según un sistema de liguilla, a partido único. En función del resultado de cada partido obtienen las siguientes puntuaciones: 5 puntos por victoria, dos puntos por empate, un punto por una derrota por dos o menos goles de diferencia y cero puntos en caso de una derrota mayor. En función de las puntuaciones obtenidas, los primeros clasificados de cada grupo —en total 4 equipos— obtienen el pase a la fase final.
La fase final se disputará según un sistema de eliminación directa, a partido único, hasta decidir el campeón.

## Equipos participantes
Toman parte en el torneo 24 clubes, en representación de las 12 federaciones de la Federación Europea de Hockey con mejor ranking EHL. Los cupos para designar los 24 representantes se reparten del siguiente modo:
- Países entre el 1.º y 4.º puesto del EHF Club Ranking: 3 plazas (total 12 clubes)
- Países entre el 5.º y 8.º puesto del EHF Club Ranking: 2 plazas (total 6 clubes)
- Países entre el 8.º y 12.º puesto del EHF Club Ranking: 1 plaza (total 6 clubes)

Esta temporada se mantienen los mismos cupos por países de la anterior edición. Cuatro equipos debutan en la competición: Wimbledon HC, Grange HC, SG Amsicora y HC Wien.
| Plazas | País (ranking EHL) | Equipos participantes   | Equipos participantes           |
| Plazas | País (ranking EHL) | Disputan la fase previa | Aceso directo a octavos         |
| 3      | 1. Países Bajos    | Ámsterdam H&BC          | MHC Oranje Zwart, SV Kampong    |
| 3      | 2. Alemania        | Harvestehuder THC       | Uhlenhorster HC, Rot-Weiss Köln |
| 3      | 3. Bélgica         | Royal Léopold HC        | KHC Leuven, KHC Dragons         |
| 3      | 4. España          | Club Egara              | RC Polo, Atlètic Terrassa       |
| 2      | 5. Inglaterra      | East Grinstead HC       | Wimbledon HC                    |
| 2      | 6. Polonia         | KS Pomorzanin Torun     | WKS Grunwald Poznan             |
| 2      | 7. Francia         | St Germain HC           | Racing Club de France           |
| 2      | 8. Rusia           | Dinamo Elektrostal      | HC Dinamo Kazan                 |
| 1      | 9. Irlanda         | Monkstown HC            | -                               |
| 1      | 10. Austria        | HC Wien                 | -                               |
| 1      | 11. Escocia        | Grange HC               | -                               |
| 1      | 12. Italia         | SG Amsicora ASD         | -                               |

Las banderas representan a las federaciones nacionales. En el Reino Unido, Inglaterra y Escocia cuentan con sus propias federaciones y la Irish Hockey Association aglutina a los equipos de toda de la Isla de Irlanda.
Los equipos de países con ranking inferior participan en el resto de competiciones organizadas por la Federación Europea de Hockey: el Euro Hockey Trophy y el Euro Hockey Challenge (dividido a su vez en distintas divisiones).

## Fase previa
Se disputó entre el 9 y el 11 de octubre de 2015 en las instalaciones del Harvestehuder Tennis und Hockey-Club de Hamburgo, Alemania.

### Grupo A
| Equipo              | J | G | E | P | GF | GC | DG  | Pts |
| ------------------- | - | - | - | - | -- | -- | --- | --- |
| Ámsterdam H&BC      | 2 | 2 | 0 | 0 | 23 | 2  | +21 | 10  |
| Saint Germain HC    | 2 | 1 | 0 | 1 | 1  | 4  | -3  | 5   |
| KS Pomorzanin Torun | 2 | 0 | 0 | 2 | 2  | 20 | -18 | 1   |

### Grupo B
| Equipo            | J | G | E | P | GF | GC | DG  | Pts |
| ----------------- | - | - | - | - | -- | -- | --- | --- |
| Harvestehuder THC | 2 | 2 | 0 | 0 | 12 | 2  | +10 | 10  |
| HC Wien           | 2 | 0 | 1 | 1 | 1  | 6  | -5  | 2   |
| Grange HC         | 2 | 0 | 1 | 1 | 1  | 6  | -5  | 2   |

### Grupo C
| Equipo             | J | G | E | P | GF | GC | DG  | Pts |
| ------------------ | - | - | - | - | -- | -- | --- | --- |
| Royal Léopold Club | 2 | 2 | 0 | 0 | 12 | 3  | +9  | 10  |
| Dinamo Elektrostal | 2 | 1 | 0 | 1 | 6  | 4  | +2  | 5   |
| SG Amsicora ASD    | 2 | 0 | 0 | 2 | 4  | 15 | -11 | 0   |

### Grupo D
| Equipo            | J | G | E | P | GF | GC | DG | Pts |
| ----------------- | - | - | - | - | -- | -- | -- | --- |
| Club Egara        | 2 | 1 | 1 | 0 | 4  | 3  | +1 | 7   |
| Monkstown HC      | 2 | 0 | 2 | 0 | 4  | 4  | 0  | 4   |
| East Grinstead HC | 2 | 0 | 1 | 1 | 1  | 2  | -1 | 3   |

## Fase final
Las partidos de octavos y cuartos de final se disputaron entre el 25 y el 28 de marzo de 2016 en Amstelveen, Países Bajos. La final a cuatro tendrá lugar entre el 14 y el 15 de mayo de 2016 en Barcelona, España.
|  | Octavos de final      | Octavos de final |                   |                  | Cuartos de final | Cuartos de final |  |                   | Semifinales | Semifinales |                   |              | Final            | Final      |  |
|  | 25 y 26 de marzo      | 25 y 26 de marzo |                   |                  | 27 y 28 de marzo | 27 y 28 de marzo |  |                   | 14 de mayo  | 14 de mayo  |                   |              | 15 de mayo       | 15 de mayo |  |
|  |                       |                  |                   |                  |                  |                  |  |                   |             |             |                   |              |                  |            |  |
|  |                       |                  |                   |                  |                  |                  |  |                   |             |             |                   |              |                  |            |  |
|  | Racing Club de France | 1                |                   |                  |                  |                  |  |                   |             |             |                   |              |                  |            |  |
|  | Racing Club de France | 1                |                   |                  |                  |                  |  |                   |             |             |                   |              |                  |            |  |
|  | SV Kampong            | 6                |                   |                  |                  |                  |  |                   |             |             |                   |              |                  |            |  |
|  | SV Kampong            | 6                |                   | SV Kampong       | 5                |                  |  |                   |             |             |                   |              |                  |            |  |
|  |                       |                  |                   | SV Kampong       | 5                |                  |  |                   |             |             |                   |              |                  |            |  |
|  |                       |                  | Rot-Weiss Köln    | 1                |                  |                  |  |                   |             |             |                   |              |                  |            |  |
|  | Rot-Weiss Köln        | 5                | Rot-Weiss Köln    | 1                |                  |                  |  |                   |             |             |                   |              |                  |            |  |
|  | Rot-Weiss Köln        | 5                |                   |                  |                  |                  |  |                   |             |             |                   |              |                  |            |  |
|  | Uhlenhorster HC       | 3                |                   |                  |                  |                  |  |                   |             |             |                   |              |                  |            |  |
|  | Uhlenhorster HC       | 3                |                   |                  |                  |                  |  | SV Kampong        | 1           |             |                   |              |                  |            |  |
|  |                       |                  |                   |                  |                  |                  |  | SV Kampong        | 1           |             |                   |              |                  |            |  |
|  |                       |                  | Atlètic Terrassa  | 5                |                  |                  |  |                   |             |             |                   |              |                  |            |  |
|  | KHC Dragons           | 1 (2)            | Atlètic Terrassa  | 5                |                  |                  |  |                   |             |             |                   |              |                  |            |  |
|  | KHC Dragons           | 1 (2)            |                   |                  |                  |                  |  |                   |             |             |                   |              |                  |            |  |
|  | Atlètic Terrassa      | 1 (3)            |                   |                  |                  |                  |  |                   |             |             |                   |              |                  |            |  |
|  | Atlètic Terrassa      | 1 (3)            |                   | Atlètic Terrassa | 3                |                  |  |                   |             |             |                   |              |                  |            |  |
|  |                       |                  |                   | Atlètic Terrassa | 3                |                  |  |                   |             |             |                   |              |                  |            |  |
|  |                       |                  | KHC Leuven        | 2                |                  |                  |  |                   |             |             |                   |              |                  |            |  |
|  | Grunwald Poznan       | 2                | KHC Leuven        | 2                |                  |                  |  |                   |             |             |                   |              |                  |            |  |
|  | Grunwald Poznan       | 2                |                   |                  |                  |                  |  |                   |             |             |                   |              |                  |            |  |
|  | KHC Leuven            | 7                |                   |                  |                  |                  |  |                   |             |             |                   |              |                  |            |  |
|  | KHC Leuven            | 7                |                   |                  |                  |                  |  |                   |             |             |                   | SV Kampong   | 2                |            |  |
|  |                       |                  |                   |                  |                  |                  |  |                   |             |             |                   | SV Kampong   | 2                |            |  |
|  |                       |                  | Ámsterdam H&BC    | 0                |                  |                  |  |                   |             |             |                   |              |                  |            |  |
|  | Oranje Zwart          | 2                | Ámsterdam H&BC    | 0                |                  |                  |  |                   |             |             |                   |              |                  |            |  |
|  | Oranje Zwart          | 2                |                   |                  |                  |                  |  |                   |             |             |                   |              |                  |            |  |
|  | Royal Leopold Club    | 1                |                   |                  |                  |                  |  |                   |             |             |                   |              |                  |            |  |
|  | Royal Leopold Club    | 1                |                   | Oranje Zwart     | 4 (5)            |                  |  |                   |             |             |                   |              |                  |            |  |
|  |                       |                  |                   | Oranje Zwart     | 4 (5)            |                  |  |                   |             |             |                   |              |                  |            |  |
|  |                       |                  | Harvestehuder THC | 4 (6)            |                  |                  |  |                   |             |             |                   |              |                  |            |  |
|  | Dynamo Kazan          | 1                | Harvestehuder THC | 4 (6)            |                  |                  |  |                   |             |             |                   |              |                  |            |  |
|  | Dynamo Kazan          | 1                |                   |                  |                  |                  |  |                   |             |             |                   |              |                  |            |  |
|  | Harvestehuder THC     | 5                |                   |                  |                  |                  |  |                   |             |             |                   |              |                  |            |  |
|  | Harvestehuder THC     | 5                |                   |                  |                  |                  |  | Harvestehuder THC | 2           |             |                   |              |                  |            |  |
|  |                       |                  |                   |                  |                  |                  |  | Harvestehuder THC | 2           |             |                   |              |                  |            |  |
|  |                       |                  | Amsterdam H&BC    | 4                |                  |                  |  |                   |             |             |                   |              |                  |            |  |
|  | Wimbledon HC          | 1                | Amsterdam H&BC    | 4                |                  |                  |  |                   |             |             |                   |              |                  |            |  |
|  | Wimbledon HC          | 1                |                   |                  |                  |                  |  |                   |             |             |                   |              |                  |            |  |
|  | Amsterdam H&BC        | 3                |                   |                  |                  |                  |  |                   |             |             |                   |              |                  |            |  |
|  | Amsterdam H&BC        | 3                |                   | Amsterdam H&BC   | 2                |                  |  |                   |             |             |                   | Tercer lugar | Tercer lugar     |            |  |
|  |                       |                  |                   | Amsterdam H&BC   | 2                |                  |  |                   |             |             |                   | Tercer lugar | Tercer lugar     |            |  |
|  |                       |                  | RC Polo           | 1                |                  |                  |  |                   |             |             |                   |              |                  |            |  |
|  | RC Polo               | 3                | RC Polo           | 1                |                  |                  |  |                   |             |             | Harvestehuder THC | 3            |                  |            |  |
|  | RC Polo               | 3                |                   |                  |                  |                  |  |                   |             |             | Harvestehuder THC | 3            |                  |            |  |
|  | Club Egara            | 0                |                   |                  |                  |                  |  |                   |             |             |                   |              | Atlètic Terrassa | 2          |  |
|  | Club Egara            | 0                |                   |                  |                  |                  |  |                   |             |             |                   |              | Atlètic Terrassa | 2          |  |
|  |                       |                  |                   |                  |                  |                  |  |                   |             |             |                   |              |                  |            |  |